# Sweet Jane (film)
Cet article concerne le film de 1998. Pour la chanson, voir Sweet Jane (chanson).
Pour plus de détails, voir Fiche technique et Distribution.
Sweet Jane est un drame sorti en 1998 au sujet d'une amitié improbable entre Jane (Samantha Mathis), une prostituée séropositive et héroïnomane, et Tony (Joseph Gordon-Levitt), un garçon de 15 ans en phase terminale. Le film est réalisé par Joe Gayton et a fait l'ouverture du festival AFI à Los Angeles en 1997.

## Distribution
- Samantha Mathis : Jane
- Joseph Gordon-Levitt : Tony
- Kimberly Scott : Dr Gordon
- Derek Webster : Darryl
- Nicki Micheaux : Martielle
- William McNamara : Stan Bleeker
- Phil Fondacaro : Bob
- Milton Quon :  greffier coréen